# Acudit

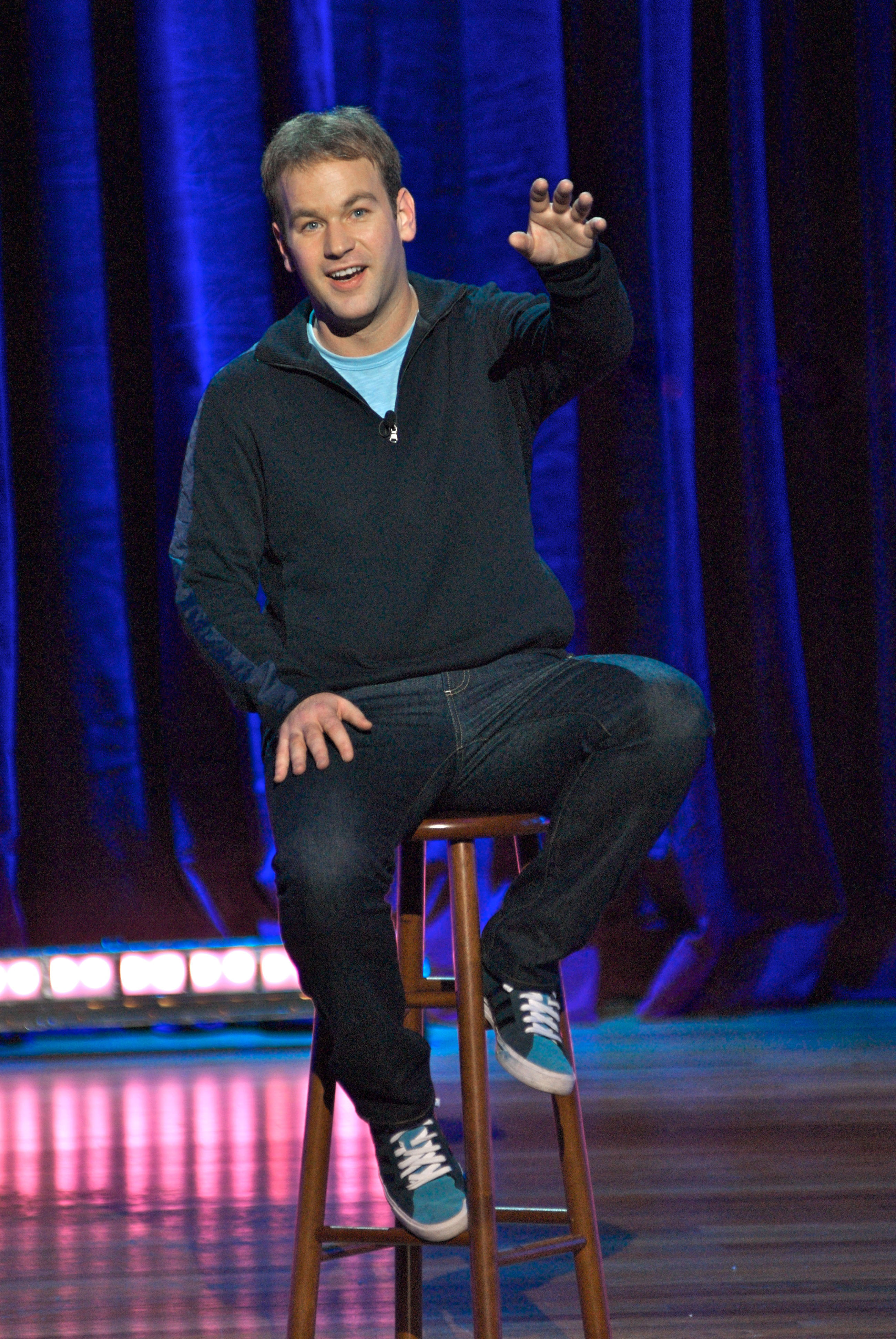
Un humorista explicant un acudit en una actuació.

Un acudit és una petita narració o una sèrie curta de paraules, fruit de la imaginació, que pot ser parlada o escrita, i que té la intenció de fer riure l'oient o el lector. Normalment persegueix una finalitat humorística, tanmateix hi ha acudits amb connotacions polítiques, rivalitats esportives, etc. Hom diu que hi ha acudits «bons» i acudits «dolents», depenent de l'efecte final causat. Molts cops això és influenciat directament per la manera com es presenta l'acudit, és a dir, com s'explica l'acudit.
En canvi, una broma, consisteix a crear una situació còmica a partir d'una persona, una situació o un esdeveniment reals, mentre que un gag difereix de l'acudit en el fet que l'humor no és verbal, sinó visual (per exemple llançar un pastís de nata a la cara d'algú).

## La psicologia de les bromes i el seu estudi
La raó per la qual riem ha estat estudiada en nombroses ocasions per experts en el camp de la psicologia, com és el cas per exemple del llibre L'acudit i la seva relació amb l'inconscient de Sigmund Freud.
Society of Mind (La societat de la ment), obra de Marvin Minsky, suggereix que la riallada té una funció específica que es relaciona amb el cervell humà. Opina que els acudits i el riure constitueixen mecanismes que utilitza el cervell per a aprendre l'absurd. Per això, argumenta que un acudit, després d'escoltar-lo diverses vegades, ja no és divertit.
A The mechanism of the mind (El mecanisme de la ment) i I am right, you are wrong (Jo tinc raó, tu estàs equivocat) d'Edward de Bono, l'autor suggereix que la ment és una màquina que treballa formant patrons, i que funciona reconeixent històries i conductes per a posar-les en patrons familiars. Quan una connexió familiar s'interromp, i alternativament un vincle nou i inesperat es produeix en el cervell per una ruta diferent a l'esperada, s'origina el fet de riure amb la nova connexió. Aquesta teoria explica bastant sobre els acudits. Per exemple: 
- Per què un acudit només és graciós quan s'escolta per primera vegada: una volta s'ha escoltat, s'origina el patró de reconeixement, de manera que no hi poden haver noves connexions i, per tant, no hi ha riure.
- Per què els acudits tenen un inici elaborat i sovint repetitiu: La repetició estableix el patró familiar en el cervell. Un mètode usual és repetir aproximadament la mateixa història dues vegades per tal de, després, dir la part graciosa la tercera vegada que es conta la història. Les primeres dues vegades de la història evoquen un patró familiar en el cervell, i d'aquesta manera preparen el cervell per a la part còmica.
- Per què els acudits amb freqüència recorren a estereotips: l'ús d'estereotips crea un nexe amb una conducta familiar esperada, estalviant temps en la introducció de l'acudit. Hi ha varietats d'històries ben conegudes (per exemple, el geni de la llàntia), que estalvien temps en la introducció i estableixen un patró familiar.